# Juliet Marillier

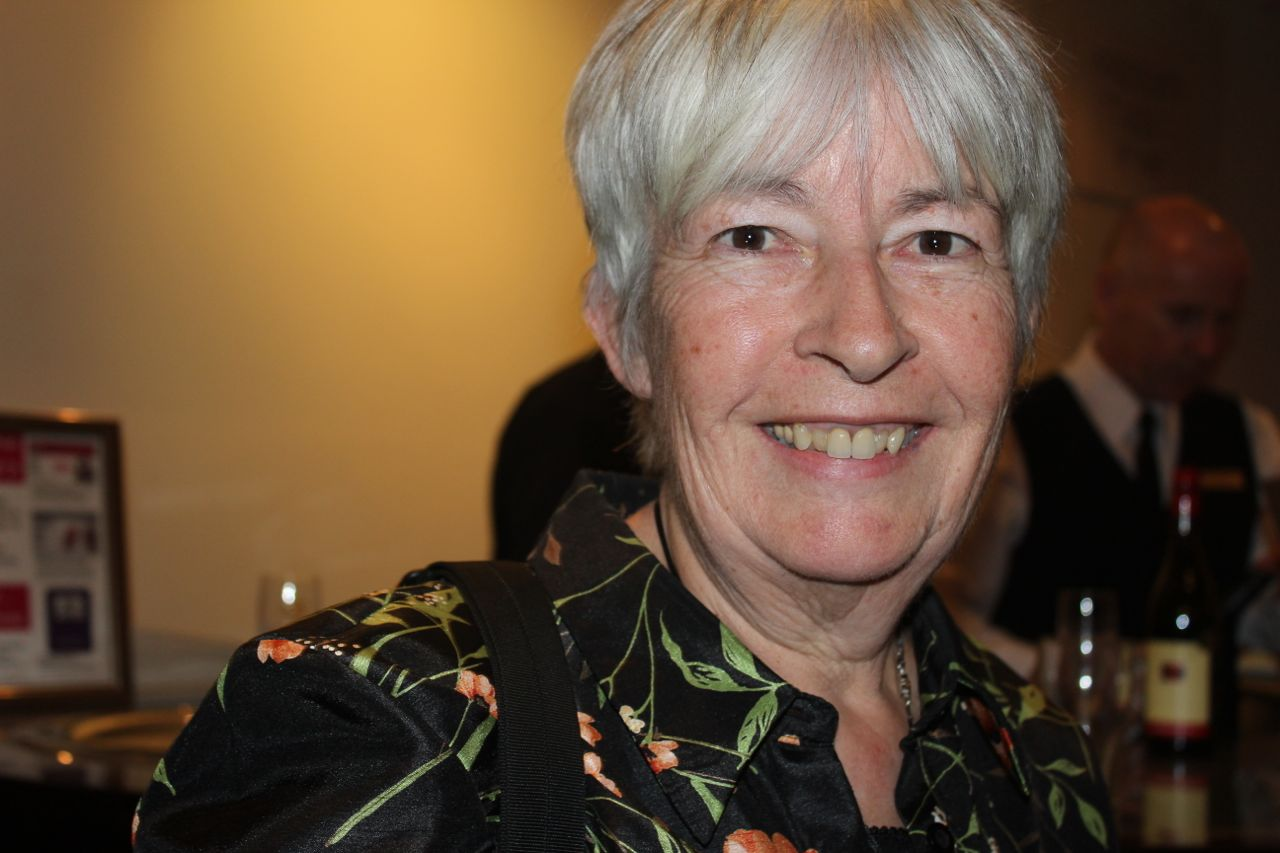
Juliet Marillier, 2011

Juliet Marillier (* 27. Juli 1948 in Dunedin) ist eine neuseeländische Fantasy-Autorin. Ihre Romane sind dem Bereich der (pseudo)historischen Fantasy zuzuordnen und, bis auf Wildwood Dancing und den Nachfolger Cybele’s Secret, für Erwachsene geschrieben. Marillier lebt zurzeit in Perth, im australischen Bundesstaat Western Australia. 
Ihre Romane werden in Australien, Neuseeland, den USA, Großbritannien und Kanada auf Englisch herausgegeben. Übersetzungen in der jeweiligen Landessprache gibt es in Deutschland, Portugal, Spanien, Italien, China, Brasilien, Frankreich, Japan und den Niederlanden.
Der fünfte Teil der Sevenwatersreihe, Seer of Sevenwaters, erschien im Dezember 2010 im englischen Sprachraum. Davor erschien der Roman Heart's Blood, der Elemente einer Gothic Novel aufweist und auf dem Märchen Die Schöne und das Biest basiert. Die Geschichte zählt zu den Finalisten des Sir Julius Vogel- und des Aurealis Awards. Die ersten drei Teile der Sevenwaters-Reihe werden in Deutschland in der ersten Hälfte von 2011 vom Knaur-Verlag erneut herausgebracht, gefolgt von der deutschsprachigen Erstausgabe von "Die Erben von Sevenwaters" im Juli 2011. 
Juliet Marillier hat die erste Version eines Romans für junge Erwachsene fertiggestellt. Das Buch ist der erste Teil der neuen Trilogie The Shadowfell books und soll Ende 2012 im englischen Sprachraum erscheinen. Die Romanreihe spielen in Alban, einer imaginären Version des altertümlichen Schottlands. Den Rahmen der Handlung bildet das Gleichgewicht zwischen Menschen und dem magischen Good Folk, das ins Wanken gerät, als ein neuer König den Thron besteigt. Hauptfigur ist die 15-jährige Nevyn, die ein gefährliches Geheimnis bewahren muss. 
Die Arbeit am Manuskript des sechsten Teils der Sevenwaters-Reihe soll im Dezember 2011 beendet sein. Als Veröffentlichungsdatum ist Dezember 2012 angesetzt. Zwei weitere Teile der Shadowfell-Saga sollen 2013 und 2014 erscheinen.

## Leben
Juliet Marillier wurde in Dunedin, Neuseeland, geboren und wuchs, dank ihrer irisch-schottischen Wurzeln, mit keltischen Sagen und Erzählungen auf. Ihr Studium an der University of Otago schloss sie mit einem BA in Sprachen und einem Bachelor of Music ab. In einem Interview erzählte sie später, dass das Studium prägend für ihren Schreibstil war und dass es ihr Interesse an Geschichte, Folklore und Mythologie weiter verstärkt hatte. 
Nach dem Studium arbeitete sie unter anderem als Opernsängerin und Chorleiterin, sowie als Lehrerin bzw. Dozentin an Highschools und Universitäten. Erst 2002, als ihre Sevenwaters-Reihe ein Erfolg wurde, entschloss sie sich, nur noch als Schriftstellerin zu arbeiten.
Sie lebt mit zwei Hunden und einer Katze in einem hundert Jahre alten Cottage in einem Vorort von Perth. Ihre vier erwachsenen Kinder und ihre zwei Enkel leben alle in Australien.
Außerdem ist sie ein Mitglied des neopaganen Ordens OBOD (Orden der Barden, Ovaten und Druiden) und ihre spirituellen Wertvorstellungen spiegeln sich oft in ihren Erzählungen wider – die Nähe ihrer menschlichen Buch-Charaktere zur Natur sind dabei ein wichtiger Bestandteil.
2009 erkrankte Marillier an Brustkrebs und unterzog sich einer Chemotherapie.

## Werke
Die Sevenwaters-Reihe spielt im noch keltischen Irland, das von Pikten und Nordmännern angegriffen wird. Besonders der erste Band, "Die Tochter der Wälder", basiert zudem auf einem weitverbreiteten Märchen, das sowohl in einer Version in der Märchensammlung der Gebrüder Grimm ("Die sechs Schwäne") als auch bei Hans Christian Andersen ("Die wilden Schwäne") zu finden ist. Sorcha, die Ich-Erzählerin des ersten Teils, muss für ihre sechs Brüder Hemden aus einer stacheligen Pflanze nähen, um sie von dem Fluch einer Hexe zu befreien. In den folgenden Romanen wird die Geschichte von ihrer Tochter bzw. Enkelin weiter getragen. Ergänzt wird die Reihe durch die Kurzgeschichte Twixt Firelight and Water, die im Juli 2010 in der Anthologie Australian Legends of Fantasy veröffentlicht wurde. Die Geschichte berichtet unter anderem von Padrics Abenteuern, dem jüngsten der sechs Brüder aus Die Tochter der Wälder.
Im Gegensatz zur Sevenwaters-Trilogie basiert die Trilogie "Unter dem Nordstern" teils auf historischen Tatsachen. Sie spielt ebenfalls im keltischen Großbritannien. 

### Preise
- Sevenwaters-Trilogie

Der erste Teil der Trilogie gewann den Alex Award der American Library Association und war für den Aurealis Award als bester Fantasy-Roman sowie für den RWA Award als bester romantischer Roman des Jahres nominiert. Der Sohn der Schatten gewann 2000 den Aurealis Award als bester Roman. Das Kind der Stürme wurde 2001 und Heir to Sevenwaters 2009 für diesen Award nominiert.
- Unter dem Nordstern

Der Roman Die Königskinder war 2005 für den RWA Romantic Novel Award nominiert sowie Die Herrscher von Fortriu im folgenden Jahr. Der zweite Teil der Reihe gewann 2005 den Aurealis Award.
- Wildwood Dancing gewann den Aurealis Award 2006, sein Nachfolger, Cybele’s Secret, war 2007 für diesen Preis ebenfalls nominiert. Letzteres wurde von der American Library Association in die Top-Ten-Liste Best Book for Young Adults 2009 gewählt.
- Heart's Blood stand 2010 im Finale des Sir Julius Vogel-Awards, einem neuseeländischen Fantasy-Preis. Der Roman ist unter den Finalisten des Aurealis Award in der Kategorie Fantasy Novel.
- Dreamer's Pool gewann 2015 den Aurealis Award
- Raven Flight gewann 2014 den Sir Julius Vogel Award
- The Caller gewann 2015 den Sir Julius Vogel Award

## Bibliographie

### Sevenwaters
- Daughter of the Forest, Pan Macmillan Australia 1989, ISBN 0-7329-0977-5
  - Die Tochter der Wälder, Bechtermünz 2000, Übersetzerin Regina Winter, ISBN 3-8289-6843-0
- Son of the Shadows, Pan Macmillan Australia 2000, ISBN 0-7329-1029-3
  - Der Sohn der Schatten, Knaur 2004, Übersetzerin Regina Winter, ISBN 3-426-62689-6
- Child of the Prophecy, Pan Macmillan Australia 2001, ISBN 0-7329-1093-5
  - Das Kind der Stürme, Droemer Knaur 2003, Übersetzerin Regina Winter, ISBN 3-426-70248-7
- Heir to Sevenwaters, Pan Macmillan Australia 2008, ISBN 978-1-4050-3855-3
  - Die Erben von Sevenwaters, Knaur 2011, Übersetzerin Sabine Schilasky, ISBN 3-426-50890-7
- Seer of Sevenwaters, Roc / New American Library 2010, ISBN 978-0-451-46355-5
- Flame of Sevenwaters, Roc / New American Library 2012, ISBN 978-0-451-46480-4

### Die hellen Inseln - Children of the Light Isles
- Wolfskin, Pan Macmillan Australia 2002, ISBN 0-7329-1130-3
  - Die Priesterin der Insel, Knaur 2003, Übersetzerin Regina Winter, ISBN 3-426-66133-0
- Foxmask, Pan Macmillan Australia 2004, ISBN 0-330-36477-4
  - Die Wolkeninsel, Knaur 2006, Übersetzerin Regina Winter, ISBN 3-426-62856-2

### Unter dem Nordstern - The Bridei Chronicles
- The Dark Mirror, Tor / Pan Macmillan Australia 2004, ISBN 1-4050-3604-4
  - Die Königskinder, Heyne 2005, Übersetzerin Regina Winter, ISBN 3-453-52154-4
- Blade of Fortriu, Tor / Pan Macmillan Australia 2005, ISBN 1-4050-3682-6
  - Die Herrscher von Fortriu, Heyne 2006, Übersetzerin Regina Winter, ISBN 3-453-52082-3
- The Well of Shades, Tor / Pan Macmillan UK 2007, ISBN 1-4050-4110-2 (Die deutsche Übersetzung Die Schattenquelle ist trotz Ankündigung nie erschienen)

### Wildwood
- Wildwood Dancing, Pan Macmillan Australia 2006, ISBN 0-330-42246-4
- Cybele’s Secret, Pan Macmillan Australia 2007, ISBN 978-0-330-42354-0

### Shadowfell
- Shadowfell, Macmillan Australia 2012, ISBN 978-1-74334-831-4
- Raven Flight, Macmillan Australia 2013, ISBN 978-1-74328-915-0
- The Caller, Macmillan Australia 2014, ISBN 978-1-74328-997-6

### Blackthorn & Grim
- Dreamer's Pool, Pan Macmillan Australia 2014, ISBN 978-1-74351-702-4
- Tower of Thorns, Macmillan Australia 2015, ISBN 978-1-74354-056-5
- Den of Wolves, Macmillan Australia 2016, ISBN 978-1-925483-80-2

### Warrior Bards
- The Harp of Kings, Ace Books 2019, ISBN 978-0-451-49278-4
- A Dance with Fate, Ace Books 2020, ISBN 978-0-451-49280-7

### Einzelroman
- Heart's Blood, Tor / Pan Macmillan UK 2009, ISBN 978-0-230-01791-7